# Petr Cingr
Petr Cingr (ur. 12 maja 1850 w Hudlicach, zm. 4 listopada 1920 w Wiedniu) – czeski polityk i dziennikarz socjaldemokratyczny, jeden z pierwszych socjaldemokratów w austriackiej Radzie Państwa, po powstaniu Czechosłowacji członek Rewolucyjnego Zgromadzenia Narodowego i senator Zgromadzenia Narodowego Republiki Czechosłowackiej z ramienia Czechosłowackiej Socjaldemokratycznej Partii Robotniczej.

## Życiorys
Od końca XIX w. działał w ruchu socjaldemokratycznym, początkowo w regionie Berouna, następnie w północnoczeskim okręgu węglowym, a od 1892 r. w Zagłębiu Ostrawsko-Karwińskim. Tutaj w 1894 i 1900 r. zorganizował dwa duże strajki robotnicze. Był prezesem założonego w 1893 r. stowarzyszenia górniczo-hutniczego Prokop. Wydawał pierwsze pismo górnicze Na zdar oraz pismo Odborné listy.
Od 1897 do 1918 r. zasiadał w austriackiej Radzie Państwa. Po raz pierwszy został do niej wybrany w wyborach 1897 r. w piątej kurii (powszechnej), w okręgu obejmującym powiat cieszyński, frysztacki i Bielsko. Zyskał wówczas poparcie nie tylko robotników czeskich, ale też polskich (m.in. dzięki poparciu Tadeusza Regera) i niemieckich, ponadto oddała na niego głosy ludność wyznania ewangelickiego i część zwolenników obozu liberalnego. Pozwoliło mu to zdobyć minimalną przewagę nad kandydatem polskich narodowców Jerzym Cienciałą. Był jednym z pierwszych polityków socjaldemokratycznych, którzy dzięki demokratyzacji systemu wyborczego Austro-Węgier w 1897 r. zdobyli mandaty do wiedeńskiego parlamentu.
Jednocześnie był jednym z pięciu czeskich socjaldemokratów, którzy wygłosili przemówienie w Radzie Państwa i sprzeciwili się konstytucyjnym stanowiskom niesocjalistycznych partii czeskich. Wieloletnie działania czeskiej reprezentacji politycznej ocenili wówczas jako „wykopywanie zgniłych historycznych przywilejów i dokumentów”, co wywołało ostre kontrowersje w czeskim społeczeństwie.
Od lat 90. XIX w. należał do czołowych polityków czeskiej socjaldemokracji. Należał do jej lewego skrzydła, odrzucał rewizjonizm W wyborach w 1901 i 1907 r. ponownie uzyskiwał mandat do Rady Państwa. W 1901 r. został ponownie wybrany z tej samej kurii i okręgu, tym razem odnosząc zdecydowane zwycięstwo nad kandydatem proniemieckim Schröderem i nad Janem Sztwiertnią. W 1904 r. jako prezes Unii Górników przybył, w celu wsparcia strajkujących, do Borysławia, gdzie trwał wielki strajk pracowników zagłębia naftowego. W 1907 r. uzyskał mandat w wyborach powszechnych, po zniesieniu kurii, w szóstym okręgu śląskim otrzymując 78,2% głosów. Należał w Radzie do klubu czeskich socjaldemokratów. Później jednak, w 1911 r., związał się z Czeską Socjaldemokratyczną Partią Robotniczą w Austrii (tzw. centraliści), która odrzucała podziały narodowościowe i adresowała swój program do wszystkich robotników, rywalizując o głosy z czeską Partią Socjaldemokratyczną. Partia centralistów powstała na zjeździe w Brnie w dniach 13 i 14 maja 1911 r. W wyborach w tym samym roku Petr Cingr zdobył mandat do Rady Państwa jako jedyny z centralistów. Został ponownie wybrany w szóstym okręgu śląskim po otrzymaniu 57,5%. Zasiadał w parlamencie jako niezrzeszony (według innego źródła wstąpił do grupy socjaldemokratów polskich jako hospitant) i sprawował mandat do rozpadu Austro-Węgier.

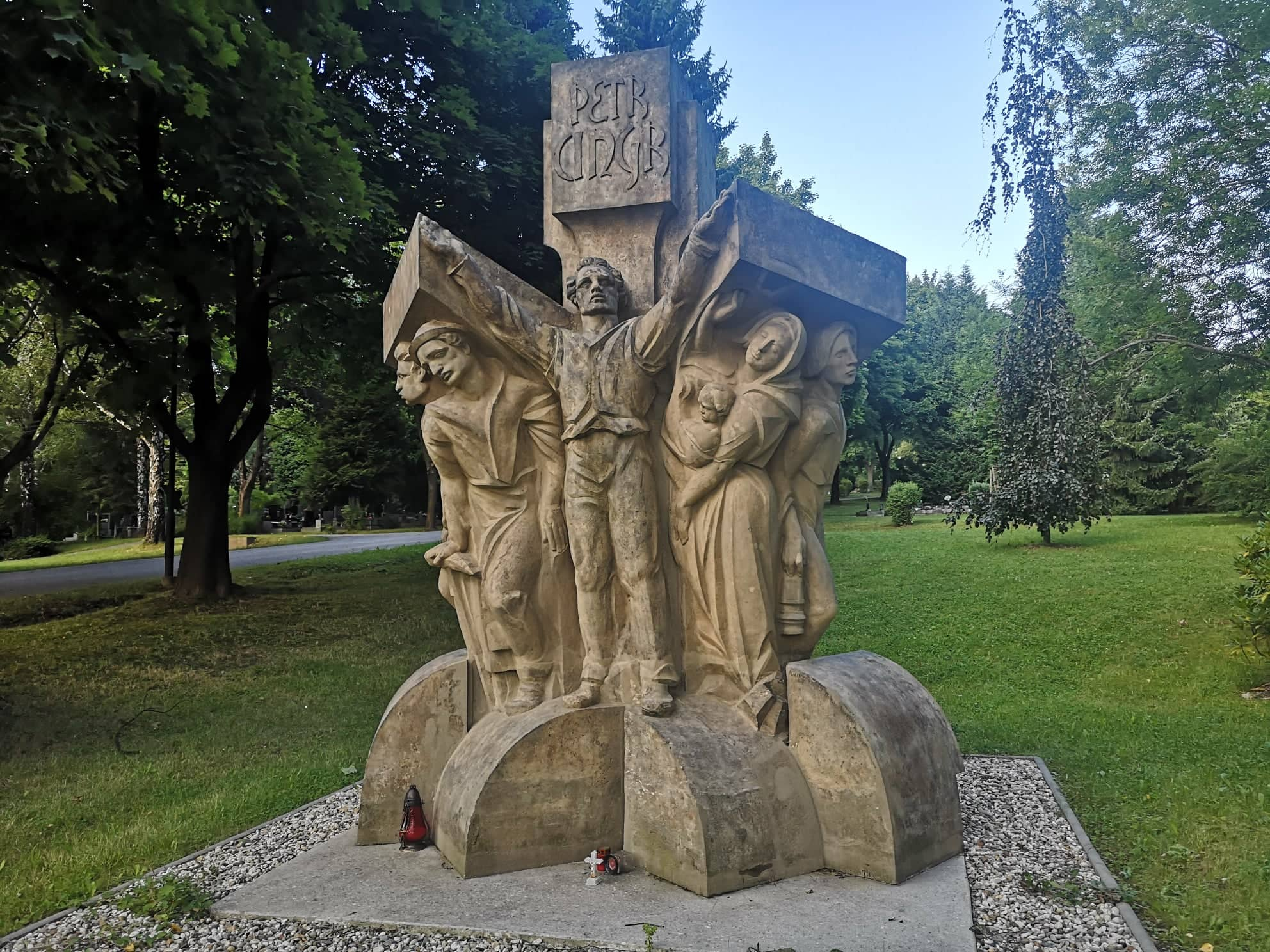
Nagrobek Petra Cingra na cmentarzu w Śląskiej Ostrawie

W latach 1918–1920 zasiadał w czechosłowackim Rewolucyjnym Zgromadzeniu Narodowym. W wyborach parlamentarnych w Czechosłowacji w 1920 r. zdobył mandat senatora i przez kilka miesięcy zasiadał w Zgromadzeniu Narodowym. W 1920 r. w walkach frakcyjnych wewnątrz czeskiej socjaldemokracji związał się z frakcją lewicową, która następnie przekształciła się w Komunistyczną Partię Czechosłowacji. Stało się to jednak już po śmierci Cingra.
Został pochowany na cmentarzu w Śląskiej Ostrawie (historycznie Polska Ostrawa, obecnie część Ostrawy). W mieście tym znajduje się również ulica jego imienia. W 1946 r. imieniem Cingra nazwano również kopalnię Michał w nieodległych Michałkowicach (czynną do 1994 r.).